# Noga Levy
Noga Levy (21 agosto 2009) è una nuotatrice artistica israeliana.

## Palmarès
- Europei

Funchal 2025: bronzo nella gara a squadre programma libero